# Tomașivka, Dunaiivți
Tomașivka (în ucraineană Томашівка) este o comună în raionul Dunaiivți, regiunea Hmelnîțkîi, Ucraina, formată numai din satul de reședință.

## Demografie
Componența lingvistică a comunei Tomașivka
     Ucraineană (97,86%)
     Rusă (1,19%)
Conform recensământului din 2001, majoritatea populației comunei Tomașivka era vorbitoare de ucraineană (97,86%), existând în minoritate și vorbitori de rusă (1,19%).